# A. J. Cook

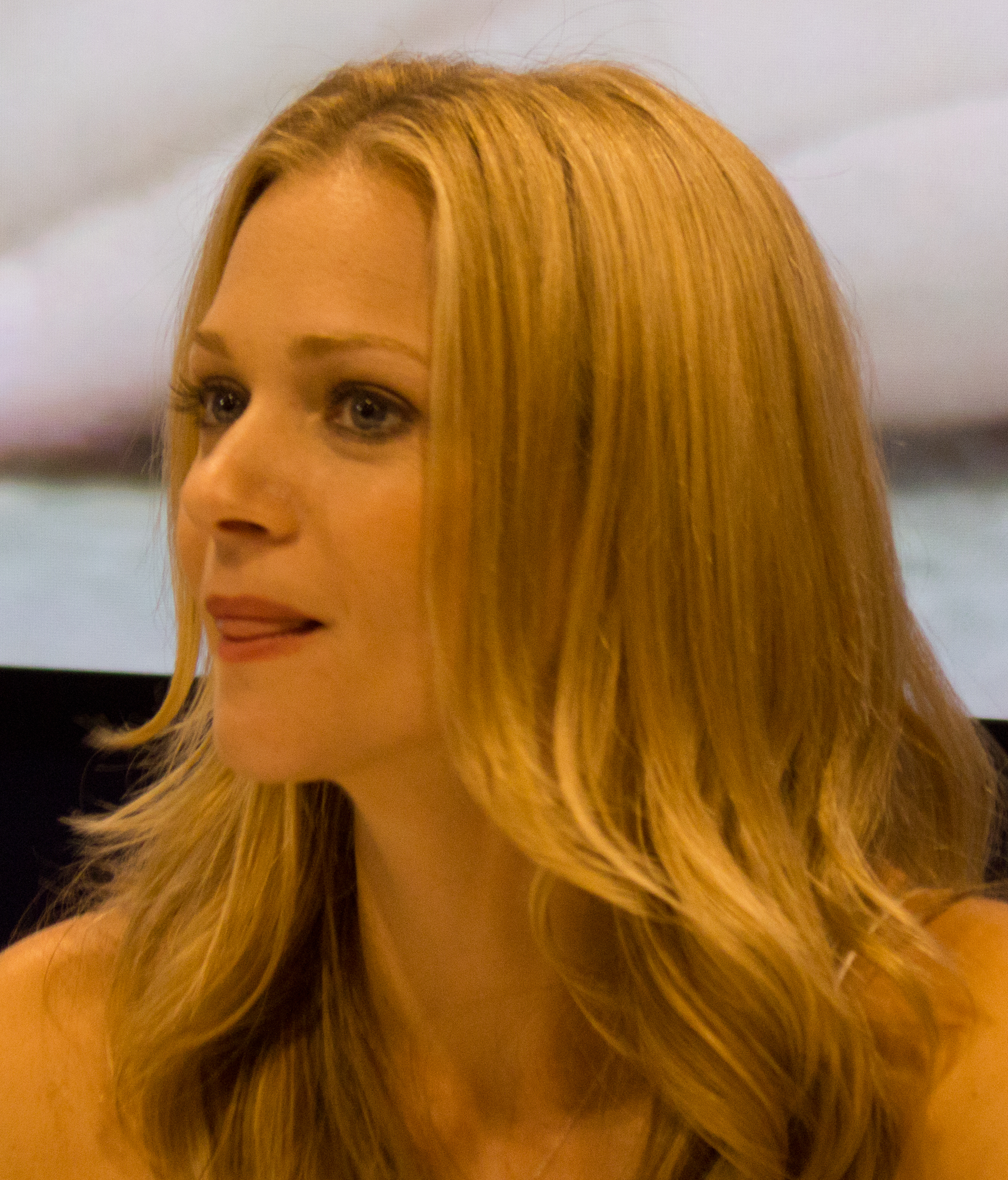
A. J. Cook, 2012

Andrea Joy „A. J.“ Cook (* 22. Juli 1978 in Oshawa, Ontario) ist eine kanadische Schauspielerin.

## Leben und Karriere
Cook begann im Alter von vier Jahren mit dem Tanzen und entschied sich mit 17, Schauspielerin zu werden. Zur Schauspielerei inspiriert wurde sie unter anderem durch den Film Dirty Dancing.
Ihren ersten Auftritt als Schauspielerin hatte Cook 1997 in einem McDonald’s-Werbespot. 1999 erhielt sie dann eine Rolle in dem Kinofilm The Virgin Suicides. Nach einer Hauptrolle in der kurzlebigen Fernsehserie Higher Ground im Jahr 2000 war sie in der Folgezeit vor allem in Horrorfilmen zu sehen. So spielte sie Hauptrollen in Ripper – Briefe aus der Hölle und Final Destination 2. 2003 gehörte sie zur Stammbesetzung der Mysteryserie Tru Calling – Schicksal reloaded!, die aber ebenfalls schon nach kurzer Zeit abgesetzt wurde. Von 2005 bis 2010 spielte sie in der CBS-Krimiserie Criminal Minds als „JJ“ eine Hauptrolle. Im April 2011 unterschrieb sie erneut einen Vertrag für Criminal Minds und kehrte damit in derselben Rolle zur siebten Staffel wieder zurück. Im März 2012 bekam sie eine Rolle im Found-Footage-Horror-Thriller Wer – Das Biest In Dir, der unter der Regie von William Brent Bell in Bukarest gedreht wurde.
2018 führte sie in der 14. Staffel von Criminal Minds in der Episode 13 Einsame Herzen zum ersten Mal Regie.
Cook ist seit dem 3. August 2001 mit ihrem zuvor langjährigen Freund Nathan Andersen verheiratet, den sie während ihrer Zeit an der Utah Valley University kennenlernte. Sie haben zwei gemeinsame Söhne, die 2008 und 2015 geboren wurden. Im Juli 2022 wurde angekündigt, dass die Dreharbeiten für die kommende sechzehnte Staffel von Criminal Minds begonnen hat und sie ihre Rolle als „JJ“ wieder aufnehmen wird.
Sie ist Mitglied der Kirche Jesu Christi der Heiligen der Letzten Tage.

## Filmografie (Auswahl)

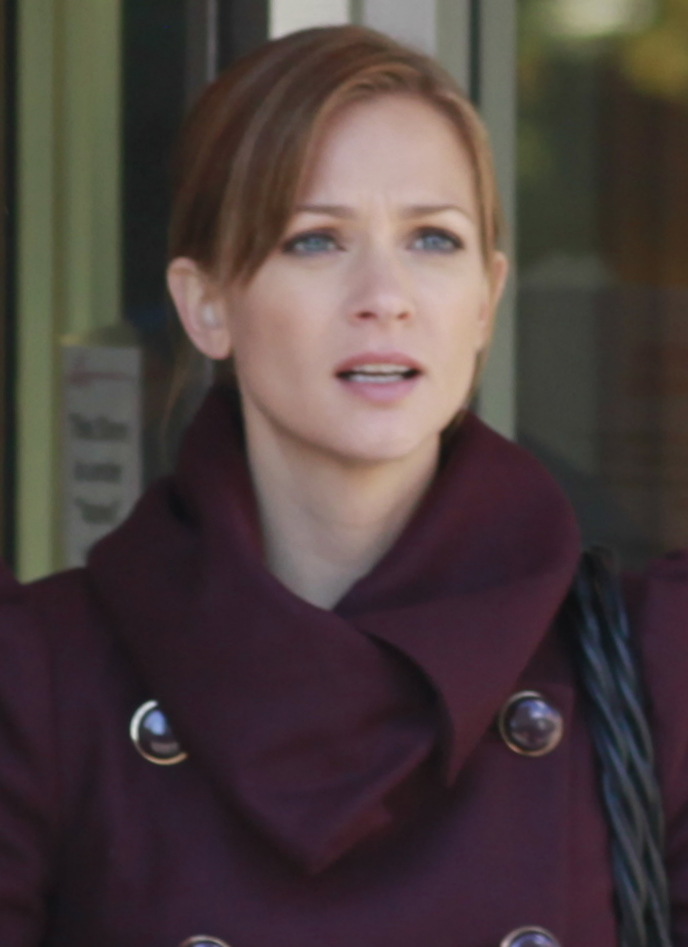
Cook im Oktober 2010 während den Dreharbeiten zu Bringing Ashley Home

- 1997: Power in Vaters Schuhen (In His Father’s Shoes, Fernsehfilm)
- 1997: Gänsehaut – Die Stunde der Geister (Goosebumps, Fernsehserie, Episode 2x22)
- 1997–1998: PSI Factor – Es geschieht jeden Tag (PSI Factor: Chronicles of the Paranormal, Fernsehserie, 2 Episoden)
- 1999: The Virgin Suicides
- 1999: Sleeping Beauty (Teen Sorcery)
- 2000: First Wave – Die Prophezeiung (First Wave, Fernsehserie, Episode 3x05)
- 2000: Higher Ground (Fernsehserie, 22 Episoden)
- 2001: Ripper – Briefe aus der Hölle (Ripper)
- 2001: Wishmaster 3 – Der Höllenstein (Wishmaster 3: Beyond the Gates of Hell)
- 2001: Eis kalt (Out Cold)
- 2002: Nebenan lauert der Tod (The House Next Door)
- 2003: Final Destination 2
- 2003–2004: Tru Calling – Schicksal reloaded! (Tru Calling, Fernsehserie, 21 Episoden)
- 2003: Dead Like Me – So gut wie tot (Dead Like Me, Fernsehserie, Episode 1x09)
- 2005: Bloodsuckers
- 2005–2020, seit 2022: Criminal Minds (Fernsehserie, 301 Episoden)
- 2007: Mein Name ist Fish (I’m Reed Fish)
- 2007: Night Skies
- 2008: Misconceptions
- 2010: Mother’s Day – Mutter ist wieder da (Mother’s Day)
- 2011: Bringing Ashley Home
- 2011: Law & Order: Special Victims Unit (Fernsehserie, Episode 12x13)
- 2012: Least Among Saints
- 2013: Wer – Das Biest In Dir (Wer)
- 2019: Back Fork
- 2022: 9-1-1: Notruf L.A. (9-1-1, Fernsehserie, Episode 5x12)